# Ovar (freguesia)
Ovar is een plaats (freguesia) in de Portugese gemeente Ovar en telt 17.185 inwoners (2001).